# Juan Gutiérrez (bispo)
Juan Gutiérrez (1578 – 20 de março de 1649) foi um prelado católico romano que serviu como bispo de Vigevano (1646–1649).

## Biografia
Juan Gutiérrez nasceu em Córdoba, Espanha. No dia 25 de junho de 1646, Juan Gutiérrez foi eleito Bispo de Vigevano e confirmado pelo Papa Inocêncio X a 18 de maio de 1648. A 1 de junho de 1648, foi consagrado bispo por Alfonso de la Cueva-Benavides y Mendoza-Carrillo, cardeal-bispo de Palestrina, com Giovanni Battista Scanaroli, bispo titular de Sidon, e Stefano Martini, bispo de Noli, servindo como co-consagradores. Serviu como Bispo de Vigevano até à sua morte a 20 de março de 1649.